# Хронологія рекордів Європи зі змішаного естафетного бігу 4×400 метрів
Рекорди Європи зі змішаного естафетного бігу 4×400 метрів визнаються Європейською легкоатлетичною асоціацією з-поміж результатів, які показали європейські естафетні команди у складі двох жінок та двох чоловіків на біговій доріжці, за умови дотримання встановлених вимог.
Рекорди Європи зі змішаного естафетного бігу 4×400 метрів фіксуються з 2019.

## Хронологія рекордів
| Результат                               | Команда                                                                            | Місто змагань | Дата змагань | Примітки    | Відео            |
| --------------------------------------- | ---------------------------------------------------------------------------------- | ------------- | ------------ | ----------- | ---------------- |
| 3.12,80                                 | ́ Велика БританіяРаба Юсіф Зої Кларк Емілі Даймонд Мартін Руні                      | Доха          | 28.09.2019   | [ 1 ]       | Відео на YouTube |
| 3.12,27                                 | ́ Велика БританіяРаба Юсіф Зої Кларк Емілі Даймонд Мартін Руні                      | Доха          | 29.09.2019   | [ 2 ] [ 3 ] | Відео на YouTube |
| 3.10,44                                 | ́ ПольщаДаріуш Ковалюк Іга Баумгарт-Вітан Малгожата Голуб-Ковалик Каєтан Душинський | Токіо         | 30.07.2021   | [ 4 ] [ 5 ] |                  |
| 3.09,87                                 | ́ ПольщаКароль Залевський Наталя Качмарек Юстина Швенти-Ерсетиц Каєтан Душинський   | Токіо         | 31.07.2021   | [ 6 ] [ 7 ] | Відео на YouTube |
| 3.07,43                                 | ́ НідерландиЮджин Омалла Ліке Клавер Ісая Клейн Іккінк Фемке Бол                    | Париж         | 03.08.2024   | [ 8 ]       | Відео на YouTube |
| 0 років, 238 днів від дати встановлення |                                                                                    |               |              |             |                  |